# TVグラフィック42番街
TVグラフィック42番街（テレビグラフィックよんじゅうにばんがい）は、テレビ神奈川（TVK、現tvk）で1985年9月6日から1995年9月29日まで、金曜日20:00から21:30（JST、以下同）まで放送された生ワイド番組である。「TVグラフィックおしゃべりトマト」の成功に気をよくしたTVKが、意欲作として送り出した。
司会は弁護士の山田尚典。

## 概要
1979年に「暮らしのワイド・リビングポート90分」を打ち切って以来、第1スタジオを使った音楽関連以外での生番組は影を潜めていた。しかし、音声多重放送マスターへの更新終了、横浜そごうの経営参画などに目処がついたTVKは、ナイターや音楽目当ての視聴者以外の開拓のため、同番組を開始する。番組名の「42番街」は、当時のアナログ放送の横浜親局のチャンネル（UHF42ch）であることと、米国ミュージカル映画の「42nd street」を模したもので、横浜の華やかな夜景や人間模様をなぞらえた番組名になっている。
スタジオセットにお金をかけ、テーマ曲はMALTA（「Sea Express」→「Sexy Galaxy」→「Exotic Bird」）が手がけた（MALTAは当初準レギュラーメンバーだった）。しかも、番組には独立U局特有の工夫が随所にちりばめられていた。
ちなみに、かつてのオープニング曲だったMALTAの「Sexy Galaxy」は「噂の!東京マガジン」（TBS→BS-TBS）などのオープニング曲としても使われている。

### パブリシティの活用
協賛スポンサーのインフォマーシャル的な要素が兼ね備えられたものも多く、その例としてサントリーをスポンサーに豪華なゲストを迎えて、鎗田圭子が中華街の名店を紹介する「我店的最好菜」は、テーブルにサントリービールを大写しにし、宣伝色の濃いコーナーではあったのだが、それに気を向けさせない演出で、一躍人気コーナーとなった。ここで取り入れられたノウハウは今日まで引き継がれている。また後年は、神奈川スバルの提供でスバルの車で県内の名所を巡るコーナー〔スバル・ワゴン王国〕、江の島水族館（現在の新江ノ島水族館）提供の「テレビ水族館」、JT提供「IKI IKI タウンウォッチング」などのコーナーもあった。

## アシスタント
●はおしゃべりトマトの出演歴あり。
- 鎗田圭子●（元TVKアナウンサー、原と隔週、1985年〜1987年）
- 原良枝●（元TVKアナウンサー、鎗田と隔週、1985年〜1987年）
- 松倉庸子（1987年〜1990年）
- 森一美（1990年〜1993年）
- 上田陽子（元TVKアナウンサー、1993年〜1994年）
- 田上ひろし●（1993年〜1995年）
- 桐山ゆみ（1994年〜1995年）

## 主なコーナー
- なんでも言っちゃおう
- 我店的最好菜
- テレビ水族館
- IKI IKIタウンウォッチング
- TVKニュース・TVK天気予報
- 週末情報
- 番宣コーナー（当時広報担当の檜山洋二(現・かながわ検定事務局長)が担当）
- エアロビクス
- WaiWaiベイスターズ倶楽部
- ZOOM UP WORLD
- 映画コーナー ※後に一時期だけ「坂本紅子●の映画情報」というタイトルでも放送された。

※オープニングでコーナー担当者が開始予定時刻と共に予告を紹介するのが通例だった。
※1988年以降から一時期、コーナーのおおよその放送開始時間「20:15〜」等がテロップやフリップを交えて説明された時もあった。

## オープニング
- 番組初期、タイトルコールは横浜の街中でロケを行ってOLやサラリーマン、小学生や主婦などにコールして貰う（せーの・・・「テレビグラフィック 42番街！」など）方法を執り、タイトルコール（のVTR）が終わると、オープニング曲（MALTAのSEA EXPRESS）が流れ、番組タイトルがスーパーされる展開だった。
- 番組中期、オープニング曲がMALTAの「Exotic Bird」に変わると、横浜の夜景をバックに番組タイトルと、メインコーナーの内容がスーパーされ、続いてTVKテレビ第1スタジオに映像が切り替わると、スポットライト越しにカメラがトラッキング（移動）し、スタジオ内の照明が上がると司会者が「こんばんは…」と挨拶をする、演出性の高いオープニングになった。

## その他
- 放送第1回目の主な放送内容は、「今夏、湘南総決算！」と題した夏の湘南風景や人間模様をレポートしたものだった。
- 初期は県内各地をロケし、タイトルコールを街中の人に呼んでもらうオープニングだった。初期のキャッチフレーズは「スーパーエキセントリックマガジン」。
- 番組初期の番宣は、江ノ島水族館の「クラゲ」水槽とクラゲを宇宙人に見立て、鎗田圭子の声を電子的に変声した声で「こちら、宇宙・・・宇宙・・・。テレビグラフィック・・・42番街・・・放送中・・・」のナレーションと共に、「スーパーエキセントリックマガジン、テレビグラフィック42番街、毎週金曜日、放送中！」と云う番組宣伝が昼間から夕方にかけて放送されていた。
- 司会の山田はBMWと、オートバイに乗るのが趣味で、まれにそれをコーナーにしていた。
- 番組開始当初、横浜の法曹界や政財界以外には山田に知名度が全くなく、初期はオープニングのコラムコーナーで「あいつは誰なんだ、歩くケンタッキーフライドチキンなんじゃないかと言われた。」と言っていた。
- 当時には珍しいファクスでの視聴者のお便りを募集していたが、最終回まで「ファクシミリ」と呼んでいた。
- 後年はスーパー・エキセントリック・シアターのメンバーが大量出演していた。
- コーナー担当からアシスタントに昇格した桐山ゆみと、後に「1230アッと!!ハマランチョ」の司会を務めた金田賢一は長年の盟友であり、横浜を地盤に共催で朗読音楽ライブ「横濱夢語り」(代表　内田充昭）を開催している。
- 「たてながHAMA大国」開始に伴い、兄弟番組「たてながHAMA大国ナイト」にリニューアルするため、終了。番組最終回では、TVKテレビに遺されていなかった「放送第1回」等の録画VTR（山田尚典氏個人が自宅で録画保存をしていた）が流れ、番組にFAXで寄せられたメッセージを読み上げた。その中で山田（敬称略）は、「テレビグラフィック42番街の番組は、TVKテレビの歴史に新たな1ページとして加えられた」と云う視聴者からのメッセージを読み、感激し泣いていた。
- TVK側のプロデューサーは坂本紅子、制作協力はアクトワン・クリエィションズ。ディレクターは荒木善信（アクトワン）、海老名敏宏、茨木三恵子、内田充昭。
- 山田は番組終了後、TVKの番組審議委員を務めるなど、TVKに貢献した。

## スピンオフ番組
TVグラフィック42番街の1コーナー「我店的最好菜」(がてんてきさいこうさい)がスピンオフ番組として『TVグラフィック42番街 我店的最好菜スペシャル 横浜チャイナタウン 異国情緒にさそわれて』のタイトルで1988年2月27日(土曜日)17:00〜17:29に1社スポンサー提供、単独枠で放送された。同番組は本放送1回のみの放送で、本放送以降は一度も再放送されていない。

### 主な番組内容
TVKテレビアナウンサー鎗田圭子が、横浜中華街が「南京町」(なんきんまち)と呼ばれていた時代の歴史や文化を振り返りながら、四川料理、上海料理、広東料理などの中国料理の名店、各店を巡り異国情緒の漂うチャイナタウン横浜の古き良き姿を視聴者に紹介する。番組後半には、TVグラフィック42番街のコーナー「我店的最好菜」で鎗田圭子がレポートをした中華街の各店店主やスタッフとの交遊録も紹介。番組ラストには「ミニNG集」が付属し、鎗田のお茶目な一面やスタッフとの楽しいやり取りなどもあり小品ながら密度の高い番組になっていた。番組の制作はTVグラフィック42番街の制作スタッフ(制作協力)として腕をふるっていた、アクトワン・クリエイションズが担当した。

### スタッフ
- 出演・ナレーション：鎗田圭子(TVKテレビ)※当時、TVKテレビアナウンサー。
- 撮影：菱沼知正、村上勝利
- 映像：岩澤　治
- 音声：望月伸彦
- 効果：和田　勇
- 協力：横浜中華街発展会協同組合
- 演出補：山根忠明、秋元俊介
- 演出：内田充昭、海老名敏宏、茨木三恵子、山田啓司(スバル担当)
- タイムキーパー：橋本玲奈
- 制作：中島　僚(TVKテレビ)、香月作太郎
- 制作・著作：TVKテレビ